# Utricularia kimberleyensis
Utricularia kimberleyensis är en tätörtsväxtart som beskrevs av Charles Austin Gardner. Utricularia kimberleyensis ingår i släktet bläddror, och familjen tätörtsväxter. Inga underarter finns listade i Catalogue of Life.